# Salle Mogador
 (mai 2018).
Si vous disposez d'ouvrages ou d'articles de référence ou si vous connaissez des sites web de qualité traitant du thème abordé ici, merci de compléter l'article en donnant les références utiles à sa vérifiabilité et en les liant à la section « Notes et références ».
La Salle de Mogador (en arabe : قاعة موغادور) est une salle de basket-ball doté d'une capacité de 1 000 places située à Essaouira.
Elle accueille chaque année les matchs de l'équipe de basket-ball du Amal Essaouira.

## Note et référence
1. ↑  worldstadiums.com